# أندي كوكس
أندي كوكس (بالإنجليزية: Andy Cox)‏ هو كاتب أغاني وعازف قيثارة بريطاني، ولد في 25 يناير 1956 في برمنغهام في المملكة المتحدة.

## وصلات خارجية
- أندي كوكس على موقع IMDb (الإنجليزية)
- أندي كوكس على موقع ميوزك برينز (الإنجليزية)
- أندي كوكس على موقع أول ميوزيك (الإنجليزية)
- أندي كوكس على موقع ديسكوغز (الإنجليزية)